# Zascelis
Zascelis är ett släkte av skalbaggar. Zascelis ingår i familjen vivlar.

## Dottertaxa tillZascelis, i alfabetisk ordning[1]
- Zascelis affaber
- Zascelis angusticollis
- Zascelis appendiculata
- Zascelis auricomata
- Zascelis braccata
- Zascelis brevicollis
- Zascelis carinipennis
- Zascelis carinipes
- Zascelis coarctirostris
- Zascelis conicipennis
- Zascelis consputus
- Zascelis curvirostris
- Zascelis cyclops
- Zascelis dentipes
- Zascelis discreta
- Zascelis elongata
- Zascelis erythrops
- Zascelis excisa
- Zascelis excisipennis
- Zascelis extensa
- Zascelis filicornis
- Zascelis fissicostata
- Zascelis flavidior
- Zascelis flavopilosa
- Zascelis fossulatifrons
- Zascelis foveatifrons
- Zascelis fraterna
- Zascelis geminatus
- Zascelis glabratus
- Zascelis glabriventris
- Zascelis grisescens
- Zascelis hamifera
- Zascelis infirma
- Zascelis ingrata
- Zascelis irrorata
- Zascelis laeviceps
- Zascelis laevirostris
- Zascelis lata
- Zascelis latecarinata
- Zascelis latifrons
- Zascelis linearis
- Zascelis lobata
- Zascelis longirostris
- Zascelis macera
- Zascelis macrops
- Zascelis marginata
- Zascelis marginaticollis
- Zascelis marginella
- Zascelis microps
- Zascelis modesta
- Zascelis navicularis
- Zascelis nepticula
- Zascelis notandirostris
- Zascelis oblonga
- Zascelis oblongovalis
- Zascelis ovalis
- Zascelis ovatula
- Zascelis parvicollis
- Zascelis protensa
- Zascelis punctatocostalis
- Zascelis pusilla
- Zascelis recticollis
- Zascelis rectipennis
- Zascelis rhomboidalis
- Zascelis rudicollis
- Zascelis rufipennis
- Zascelis rufipes
- Zascelis rugosa
- Zascelis semiplanata
- Zascelis serripes
- Zascelis sexualis
- Zascelis sororcula
- Zascelis speculifera
- Zascelis squamigera
- Zascelis stenosicollis
- Zascelis strigosa
- Zascelis striolatus
- Zascelis subelongata
- Zascelis subobtusa
- Zascelis sulcatocostata
- Zascelis sulcifrons
- Zascelis suturalis
- Zascelis truncata
- Zascelis ventralis